# ستانيسلاف ليزينسكي
ستانيسلاف الأول ليزينسكي (البولندية:Stanisław Leszczyński؛ الليتوانية:Stanislovas Leščinskis؛ الفرنسية:Stanislas Leszczynski؛ 20 أكتوبر 1677 - 23 فبراير 1766)؛ كان ملك بولندا ودوق ليتوانيا الأكبر، وأيضا منذ 1737 حتى وفاته أصبح دوق لورين وبار، وفضلاً عن ذلك هو والد الملكة ماريا ليزينسكي زوجة لويس الخامس عشر ملك فرنسا.

## السيرة الذاتية

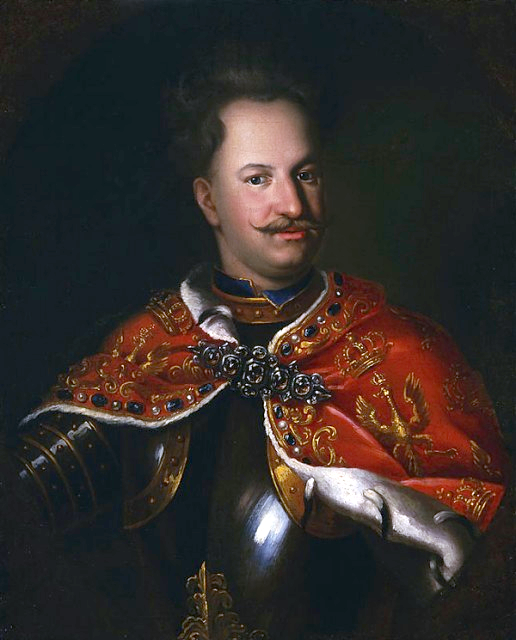
ستانيسلاف خلال عهده الأول قبل 1709.

ولد ستانيسلاف لأسرة نبيلة في بولندا الكبرى، بسبب غنى العائلة أُتيح له السفر إلى أوروبا الغربية أثناء شبابه، مع 1702 بعد قيام كارل الثاني عشر ملك السويد بالعديد من المنازعات في شمال أوروبا، ولكن بعد غزو بولندا أجبر النبلاء على خلع أوغست الثاني ملك بولندا، وتنصيب ستانيسلاف بدلاً منه في 1704، فمع بداية القرن الثامن عشر كانت فترة مليئة مشاكل والاضطرابات كبيرة في بولندا، كان أول إجراء عمله ستانيسلاف هو التحالف مع كارل الثاني عشر، وبذلك أصبحت المملكة دولة دمية في يد كارل، بحيث قدم له مساعدات في حروبه مع الإمبراطورية الروسية، ففي 1709 مع هزيمة قاسية لكارل في معركة بولتافا أمام الإمبراطورية الروسية ونفيه نحو دولة العثمانية تاركاً وراءه ستانيسلاف دون دعم حقيقي ومستقر وبذلك استطاع المخلوع فريدرخ أوغست الثاني ناخب ساكسونيا «أوغست الثاني» الرجوع إلى عرشه دون مقاومة صعبة، فر ستانيسلاف أولاً نحو بوميرانيا السويدية على الرغم من أنه استقال من على التاج البولندي إلا أنه احتفظ بلقب الملكي، لاحقاً حصل على مأوى في إمارة تسفايبروكن من قبل ملك السويد، ومع عقد 1720 انتقل نحو فيسيمبورغ في الألزاس وفي 1725 شعر بالرضا نحو اختيار ابنته ماريا لتكون زوجة ملك فرنسا.

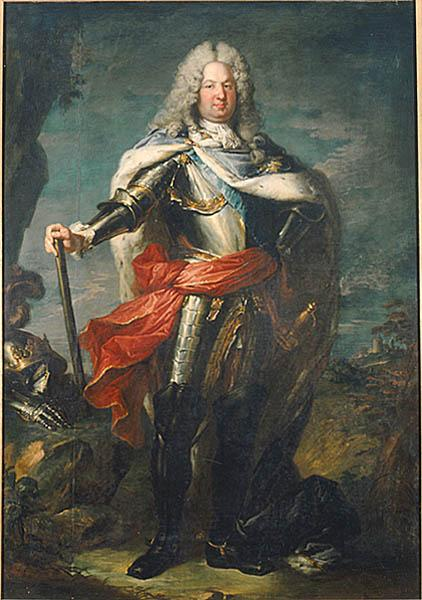
ستانيسلاف من قبل هياسنته ريجو.

في 1733 مع وفاة أوغست الثاني ملك بولندا، سانده ملك فرنسا في تجديد مطالبه بالعرش البولندي مما تسبب في حرب الخلافة البولندية، استطاع مع سبتمبر 1733 وصل إلى وارسو، بعد سفر شاق ليلاً ونهاراً عبر وسط أوروبا في زي مدرب متنكر، في اليوم التالي مع العديد من الاحتجاجات تم انتخابه كملك بولندا للمرة الثانية، ومع ذلك عارضت روسيا أي مرشح مدعم من فرنسا والسويد، بحيث دعمت مطالب ناخب ساكسونيا الجديد وهو ابن ملك بولندا المتوفي باعتباره مرشحاً من قبل حليفتها النمسا.
في 30 يونيو 1734 اجتاحت القوات الروسية قوامها 20 ألف رجلاً بولندا، واستطعت اعلان فريدرخ أوغست الثالث ناخب ساكسونيا كملك بولندا في وارسو، وأيضا قامت بمحاصرة ستانيسلاف في دانزيغ حيث كان راسخاً مع وزرائه الفرنسيين والسويديين منتظراً الإغاثة التي وعدته بها فرنسا.
وفي 20 مايو 1735 وصل أسطول الفرنسي المنتظر أخيراً وهبط في فيستربلاتي قوامه 2400 رجلاً، ومع ذلك بعد أسبوع حاول هذا الجيش الصغير في إضعاف عزيمة الروسيين وإظهار شجاعته، لكنه في الأخير اضطر على الاستسلام، كانت هذه أول مرة يلتقي الفرنسيين والروس في مواجهة كأعداء، في 30 يونيو 1735 استسلمت دانزيغ دون قيود أو شروط بعد حصار دام 135 يوماً الذي كلف الروس 8000 رجلاً.
تنكر ستانيسلاف كفلاح وحاول الهروب قبل يومين من ذلك، فر نحو كونيغسبرغ (حيث التقى لفترة وجيزة الملك فريدرخ العظيم) بحيث أصدر بياناً لنصرته، وأيضا قام بإرسال مبعوثاً إلى باريس لحثها على غزو ساكسونيا مع جيش لا يقل عن 40,000 رجلاً، وفي أوكرانيا دعم نيكولاس بوتوسكي ستانيسلاف بـ 50,000 رجلاً الذي اندحر في نهاية المطاف على يد الروس.
ومع 26 يناير 1736 تنازل ستانيسلاف للمرة الثانية عن العرش البولندي، لكنه تم تعويضه بدوقية لورين وبار بعد أن تم تشريد الأسرة الحاكمة القديمة وتعويضها بدوقية توسكانا الكبرى في وسط إيطاليا، كانتا دوقية لورين وبار من ضمن ممتلكات الإمبراطورية الرومانية المقدسة، إلا مع معاهدة فيينا في 1738 التي أنهت حرب الخلافة البولندية أقرت الإمبراطورية بالتنازل عن دوقيتين، وعلى أنها ستعود إلى التاج الفرنسي بعد وفاته، في 1738 باع بعض أراضيه في بولندا لألكسندر يوزيف سولكوفسكي، بعدها استقر ستانيسلاف في لونفيل لبقية حياته بحيث كرس نفسه للعلم والعمل الخيري، وأيضا دخل في جدل مع جان جاك روسو.

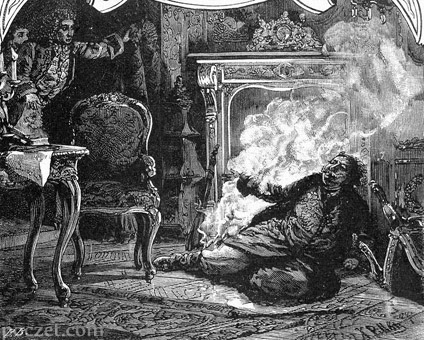
حادثة الموقد التي أودت به إلى وفاته لاحقاً، صورة معاصرة رسمت في القرن 19.

كان لا يزال حياً حين ولدت حفيدته الكبرى (حفيدة حفيدته) الأرشيدوقة ماريا تيريزا النمساوية في 1762، توفي ستانيسلاف في 1766 عن عمر يناهز 88 عاماً نتيجة لحروق خطيرة بعد اشتعال لباسه حريري من شرارة بعد غفوته بالقرب من الموقد في قصره بـ لونفيل، على الرغم من علاجه لعدة أيام إلا أنه توفي متأثراً بتلك الجروح في 23 فبراير، كان أطول ملك بولندي عمراً، دفن أولاً في كنيسة نوتردام دي بينسوكور في نانسي، بعد الثورة الفرنسية أُعيد رفاته إلى بولندا ودفن في المقبرة الملكية في كاتدرائية فافل في كراكوف.
على الرغم من أنه لا يحمل نسل ملكي من القريب، إلا أنه من خلال ابنته ماريا يعتبر جد ملوك فرنسا وملوك إسبانيا وأباطرة البرازيل وملوك البرتغال وملوك الصقليتين وملوك ساكسونيا وملوك إيطاليا وملك بافاريا وإمبراطور النمسا-المجر وملوك بلغاريا وملوك بلجيكا ودوقات لوكسمبورغ الكبار وأمراء ليختنشتاين ودوقات بارما.

## معرض صور

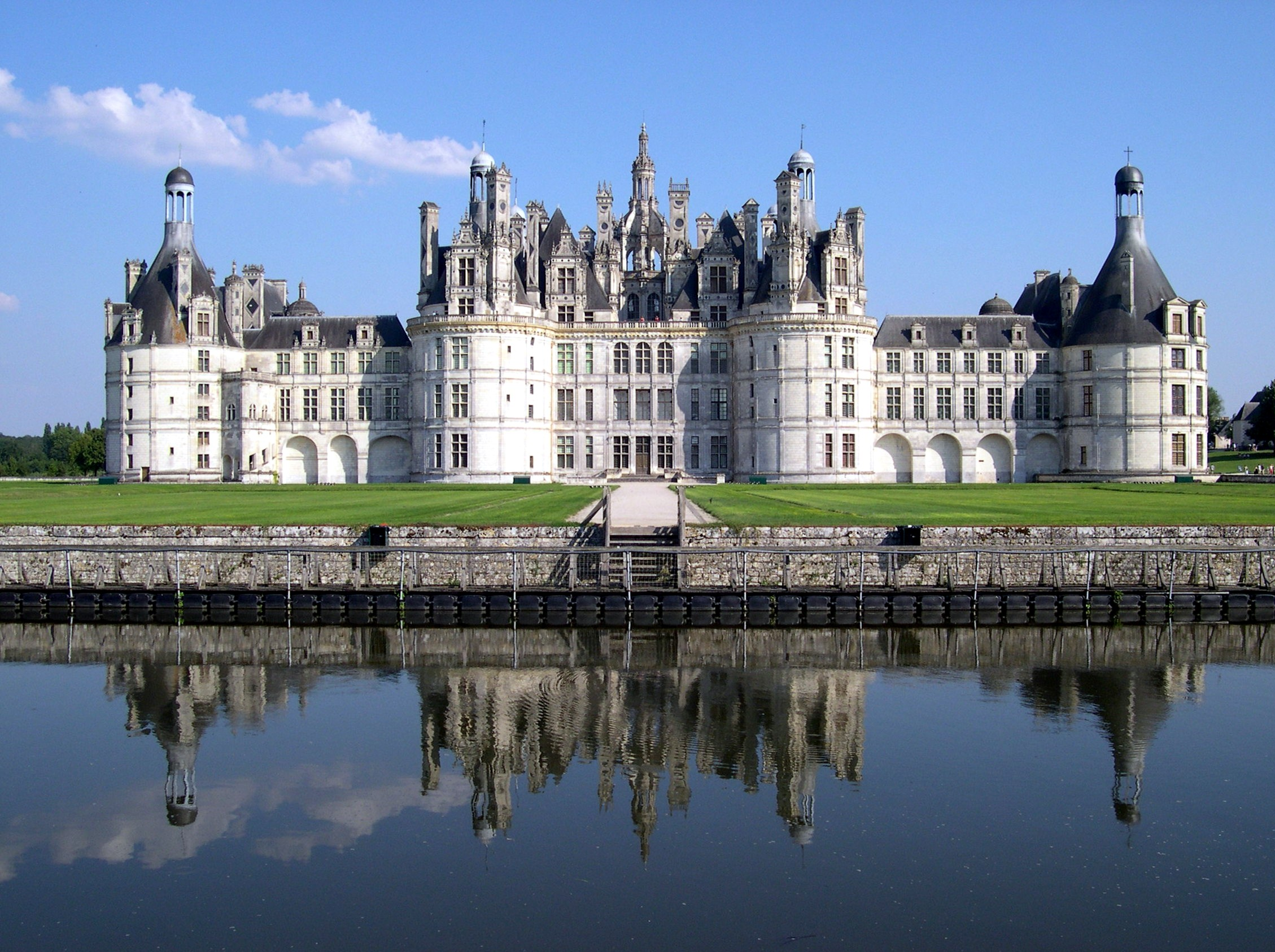
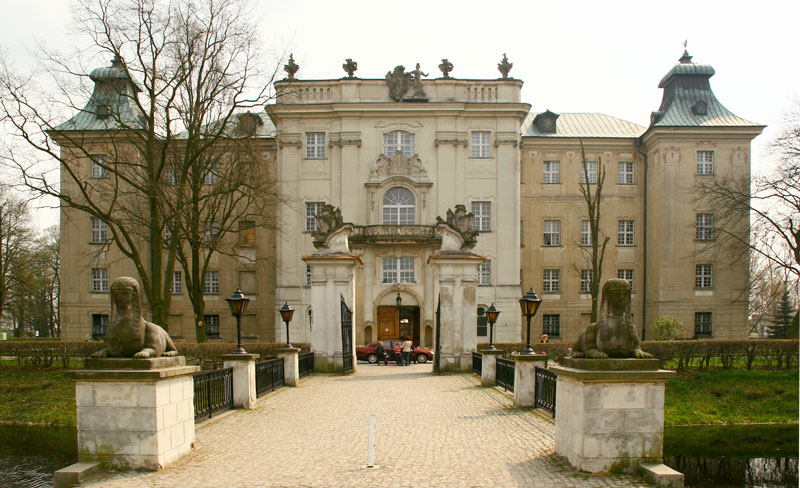
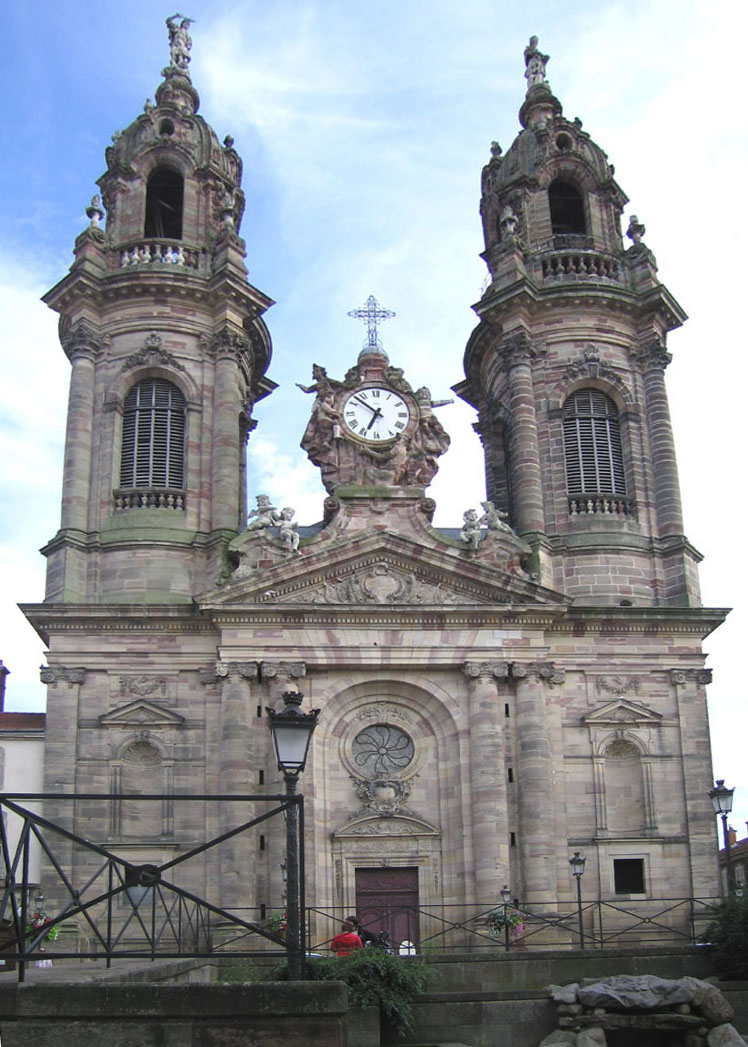
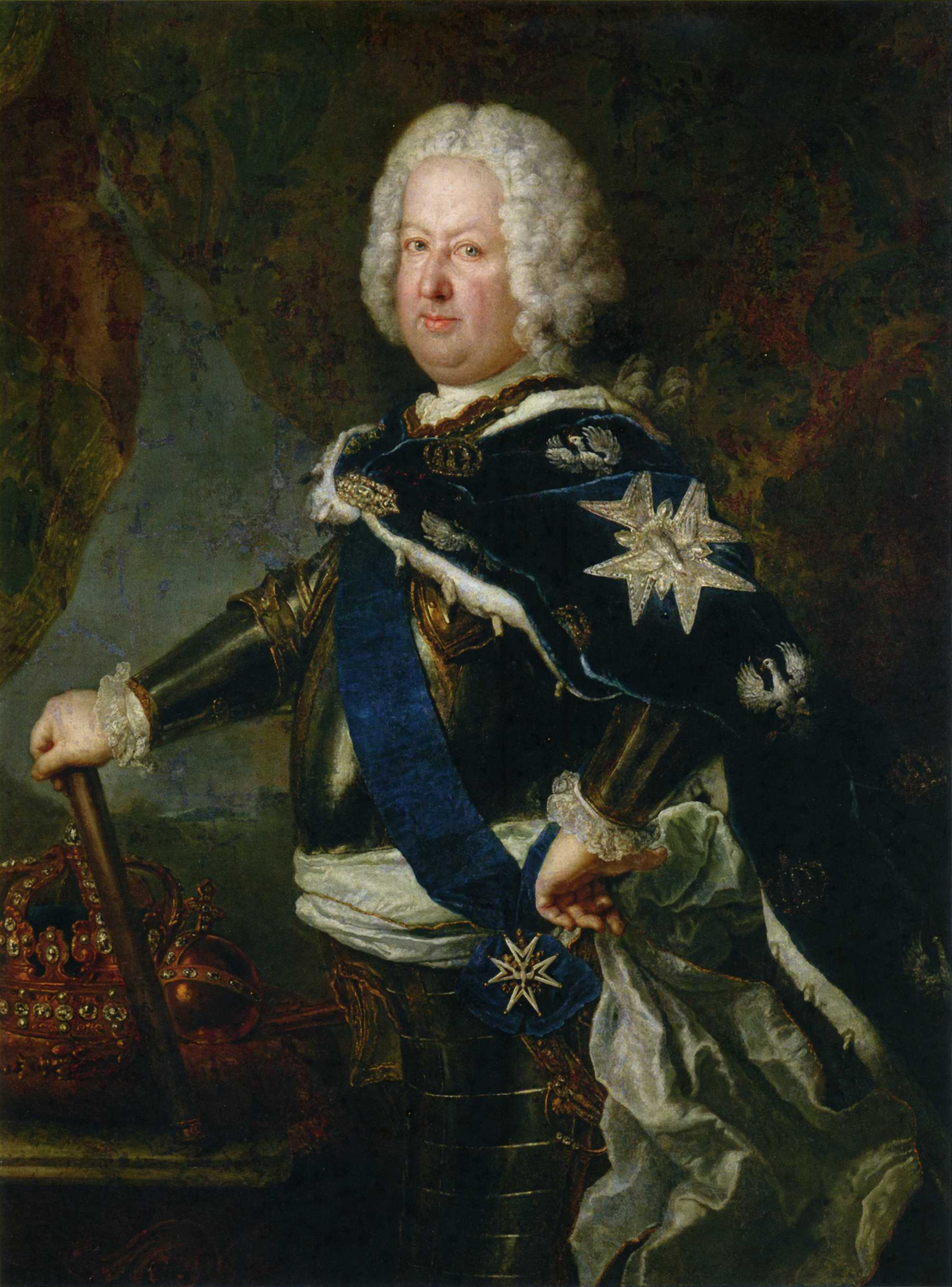
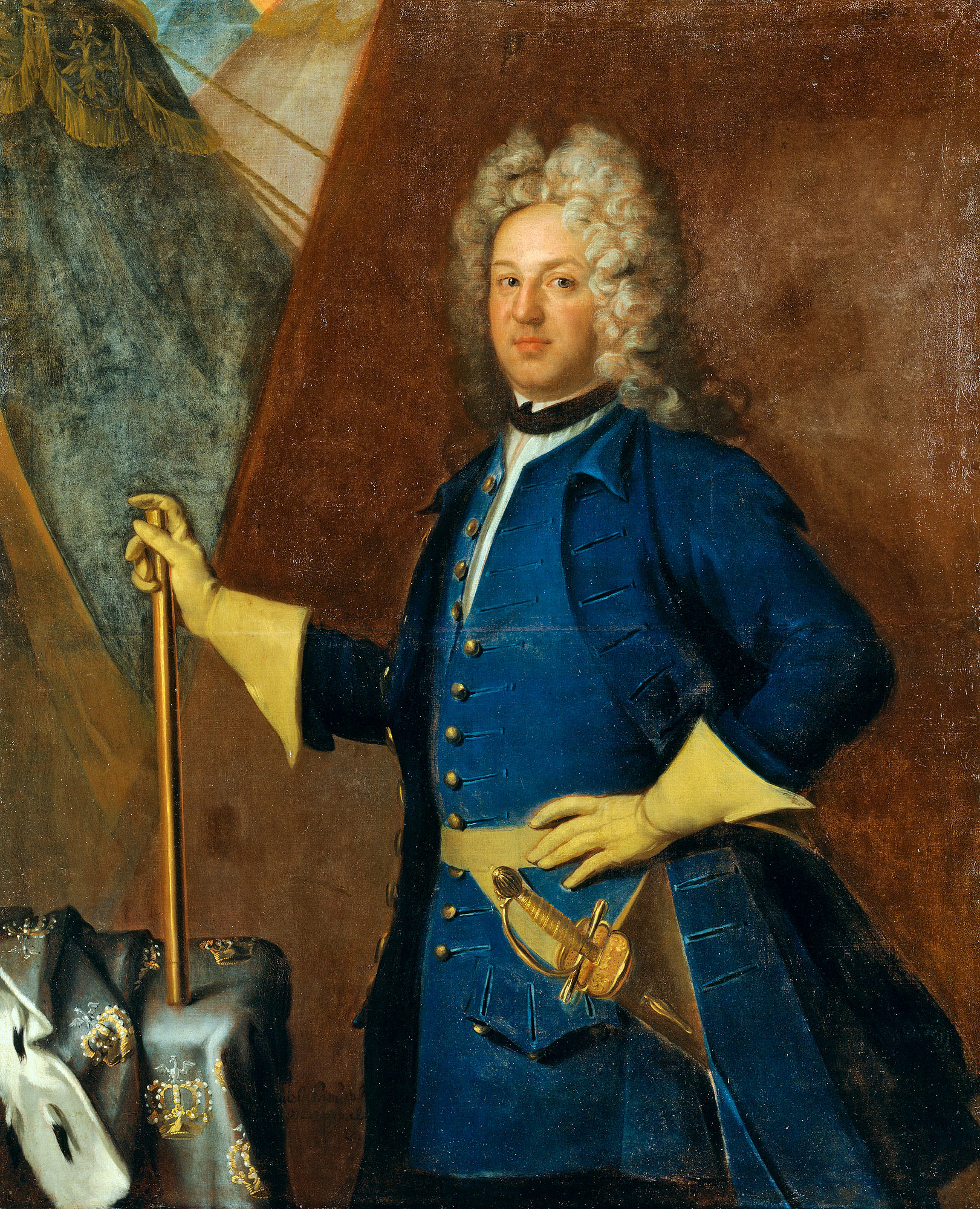
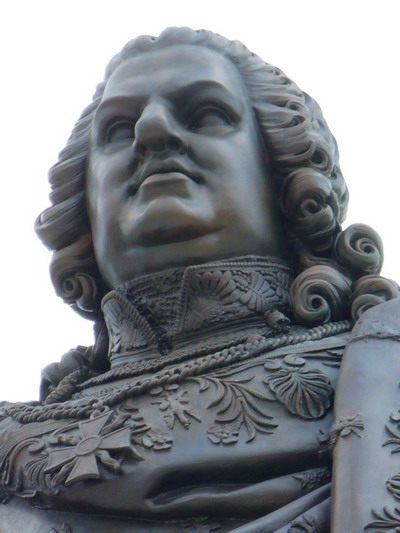

## روابط خارجية
- ستانيسلاف ليزينسكي على موقع الموسوعة البريطانية (الإنجليزية)